# Förvandlingsflickan
Förvandlingsflickan (kinesiska: 化身姑娘; pinyin: hua4 shen1 gu1 niang2 engelska: Tomboy eller Miss Changebody), är en kinesisk långfilm från 1936.
Filmen regisserades av Fang Peilin, och manus skrevs av Huang Jia-Mo. Filmen släpptes i flera delar varav del 1 och 2 kom 1936, medan del 3 och 4 kom 1939. Filmen handlar om en flicka som klär ut sig till man eftersom hennes farfar vill ha en man till arvtagare, och hon inte vill göra honom besviken. Hon får också i filmen en kvinnlig beundrare. Filmen fick kritik när den kom för att den inte tog upp sin tids politiska problem. En ny version gjordes 1956.